# Paschinin I-21
Paschinin I-21 (russisch Пашинин И-21) ist ein sowjetisches Jagdflugzeug der späten 1930er-Jahre. Es war der letztlich misslungene Versuch, die veraltete Polikarpow I-16 abzulösen.
Die Paschinin I-21 entstand im Zuge des Modernisierungsprogrammes der sowjetischen Luftstreitkräfte von 1938/1939, erreichte jedoch nicht die Serienreife. Das Kürzel „I“ steht für Istrebitel (Истребитель), dem russischen Wort für Jagdflugzeug. Das Flugzeug wurde im OKB-21 des Flugzeugwerkes in Gorki (heute Nischni Nowgorod) entwickelt. Die Bezeichnung I-21 rührt jedoch nicht von der Nummer in OKB-21 her, da die Nummern der sowjetischen Jägerprojekte fortlaufend vergeben wurden (I-1, I-2, I-3 usw.). Anfangs trug das Projekt zusätzlich den Buchstaben „P“ für den Konstrukteur Paschinin (IP-21).

## Entwicklung
Der Konstrukteur Michail Paschinin (russisch Михаил Михайлович Пашинин) entwarf die I-21 als freitragenden Tiefdecker in Holzbauweise mit leicht gepfeilter Tragflügel-Außenkante. Die Pilotenkabine wurde relativ weit hinten angesetzt. Der Typ sollte einen V-Motor M-107 mit 1.210 kW erhalten und damit in 7.000 m Höhe eine Geschwindigkeit von 680 km/h erreichen. Mangels Verfügbarkeit musste aber auf einen schwächeren M-105P zurückgegriffen werden. Paschinin legte bei der Konstruktion Wert auf eine saubere aerodynamische Formgebung bei gleichzeitig einfacher Produktionsweise.
Die I-21 stellte eine grundlegende Modernisierung der veralteten Polikarpow I-16 dar, indem der wassergekühlte Flugmotor M-105 eingebaut wurde. Deshalb konnten 60–70 % der Bauteile der I-16 für die I-21 verwendet werden. Paschinin verwendete für die Tragflächenenden ein symmetrisches momentfreies Profil (NACA-0012-0009; NACA-0012 an der Flügelwurzel und NACA-0009 an der Flügelspitze). Mit diesem Profil hielten die Tragflächen Geschwindigkeiten beim Sturzflug (Sturzkampfflugzeug) bis zu 950 km/h aus. Zur Zeit der Entwicklung dieses Flugzeuges wurde die damals neue Forderung gestellt, beim Sturzflug hohe Geschwindigkeit zu erreichen und den Luftkampf nicht mehr auf spiralförmigen Flugbahnen zu führen.
Der Erstflug der I-21 erfolgte am 11. Juli 1940 mit dem Testpiloten P. U. Fokin. Im gleichen Monat begann die Flugerprobung mit Testpilot Pjotr Stefanowski. Am 18. August 1940 wurde das Flugzeug bei der Luftparade der sowjetischen Streitkräfte in Tuschino vorgeführt und danach für die staatliche Erprobung übergeben, die im Dezember 1940 abgeschlossen war. Dabei wurde die unzureichende Stabilität und sehr hohe Landegeschwindigkeit kritisiert. Beim anschließend getesteten zweiten Prototyp, fertiggestellt im Oktober 1940, konnten die Stabilitätsmängel behoben werden. Im Januar 1941 entstand noch ein dritter Prototyp mit verkleinerter Tragflächenspannweite, der am 5. April 1941 erstmals flog.
Letztlich wurde jedoch entschieden, die I-21 nicht in Serie zu bauen, da die relativ hohe Landegeschwindigkeit von 165 km/h und die daraus resultierenden langen Startbahnen einen Einsatz unter Frontbedingungen zumindest erschwert hätten. Zur Zeit des Überfalls des Deutschen Reichs auf die Sowjetunion befand sich zwar eine Vorserie von fünf Flugzeugen im Bau, die jedoch durch die Evakuierung des Werkes in den Osten des Landes nicht fertiggestellt wurde. Stattdessen waren die Parallelentwürfe Jak-1 und LaGG-1 / LaGG-3 bereits in die Massenproduktion gegangen.

## Technische Daten

Dreiseitenriss

| Kenngröße             | Daten (2. Prototyp)                                                                     | Daten (3. Prototyp)                                                                     |
| --------------------- | --------------------------------------------------------------------------------------- | --------------------------------------------------------------------------------------- |
| Besatzung             | 1                                                                                       | 1                                                                                       |
| Länge                 | 9,00 m                                                                                  | 8,73 m                                                                                  |
| Spannweite            | 11,00 m                                                                                 | 9,43 m                                                                                  |
| Flügelfläche          | 15,80 m²                                                                                | ?                                                                                       |
| Flügelstreckung       | 7,7                                                                                     |                                                                                         |
| Leermasse             | ?                                                                                       | ?                                                                                       |
| Startmasse            | 2.670 kg                                                                                | ?                                                                                       |
| Antrieb               | ein flüssigkeitsgekühlter 12-Zylinder-V-Motor Klimow M-105P                             | ein flüssigkeitsgekühlter 12-Zylinder-V-Motor Klimow M-105P                             |
| Leistung              | 770 kW (ca. 1.050 PS)                                                                   | 770 kW (ca. 1.050 PS)                                                                   |
| Höchstgeschwindigkeit | 488 km/h in Bodennähe 573 km/h in 5.000 m                                               | 506 km/h in Bodennähe 580 km/h in 4.750 m                                               |
| Gipfelhöhe            | 10.600 m                                                                                | ?                                                                                       |
| Reichweite            | ? (2 h Flugdauer)                                                                       | ?                                                                                       |
| Bewaffnung            | eine 23-mm-Kanone BT-23 in der Luftschraubenwelle zwei 7,62-mm-MG SchKAS über dem Motor | eine 23-mm-Kanone BT-23 in der Luftschraubenwelle zwei 7,62-mm-MG SchKAS über dem Motor |